# أوليمبيوس (إكسرخس)
أوليمبيوس (باللاتينية: Olympius) (توفي 652) كان إكسرخس رافينا (649-652). قبل فترة توليه منصب حاكم الولاية، كان أوليمبيوس الحاجب الإمبراطوري في القسطنطينية. عاصر أوليمبيوس الغزوات الإسلامية الأولى لصقلية.